# Schöning (Adelsgeschlecht)

Wappen derer von Schöning

Die Familie von Schöning ist eine uradlige Familie, die seit dem 13. Jahrhundert in Pommern ansässig war.

## Geschichte
Das Geschlecht erscheint erstmals urkundlich Anfang des 13. Jahrhunderts mit Jordanus de Scheninge. Der Name soll sich von der östlich von Braunschweig gelegenen Stadt Schöningen ableiten. In Pommern erscheint die Familie erstmals Mitte des 13. Jahrhunderts mit dem Ritter Conradus de Scheninghe. Er ist als Zeuge in zwei Urkunden Herzog Barnims I. aufgeführt, nämlich in der Stadtrechtsurkunde für Stargard in Pommern von 1243/1253 und in einer Schenkungsurkunde von 1250, mit der der Herzog dem Kloster Wülfinghausen die Kirche in Pyritz schenkte. Die Stammreihe beginnt 1331 mit Ulrich von Schöning.
Die Belehnung des Jahres 1520 durch Herzog Bogislaw X. von Pommern zeigt den umfangreichen Grundbesitz der Familie im westpommerschen Grenzgebiet zur Mark Brandenburg. Einige der Lehen wurden ursprünglich vom Kloster Kolbatz vergeben. Die Familie wurde (vermutlich schon im 13. Jahrhundert, erstmals erwähnt 1370) mit Lübtow belehnt. 1477 und 1554 kam sie in den Besitz von Suckow an der Plöne, wo sie 1817 das Nebengut Schöningsburg anlegte. Im 15. Jahrhundert übernahm sie das Gut Ückerhof, 1520 Anteile an Muscherin, einen Anteil an Pumptow (bis 1671), Sallentin, einen Anteil an Plönzig (bis 1753), ab 1517 einen Anteil an Klemmen, das von 1654 bis 1945 ganz im Besitz der Familie war, Sabitz, 1477–1881 Krüssow C, 1477–1696 Klein Rischow; ferner waren Isynger und Brünecke sowie die Bede (Abgabe) von Damnitz (ein Dorf des Domkapitels zu Cammin) im Besitz der Schöning. In der 2. Hälfte des 18. Jahrhunderts kam es zu einer weiteren Vergrößerung und Abrundung des Grundbesitzes.
Von 1783 bis 1875 stellte die Familie fast ununterbrochen den Landrat des Kreises Pyritz. Von mindestens 1808 bis 1914 besaß eine Familienlinie in Sergen bei Cottbus mehrere Güter, zuletzt unter der Firmierung einer v. Schöning`schen Stiftung.
Im Jahre 1932 kam es zur Zwangsversteigerung der Güter Lübtow, Suckow a. d. Plöne und Schöningsburg. Dennoch konnte die Familie ihren Grundbesitz zunächst noch überwiegend bewahren. Nach 1945 dann wurde der Grundbesitz der Familie durch den polnischen Staat entschädigungslos enteignet. Letzte Erwerbung eines Grundbesitzes war 1940 das Rittergut Brunn in Pommern.

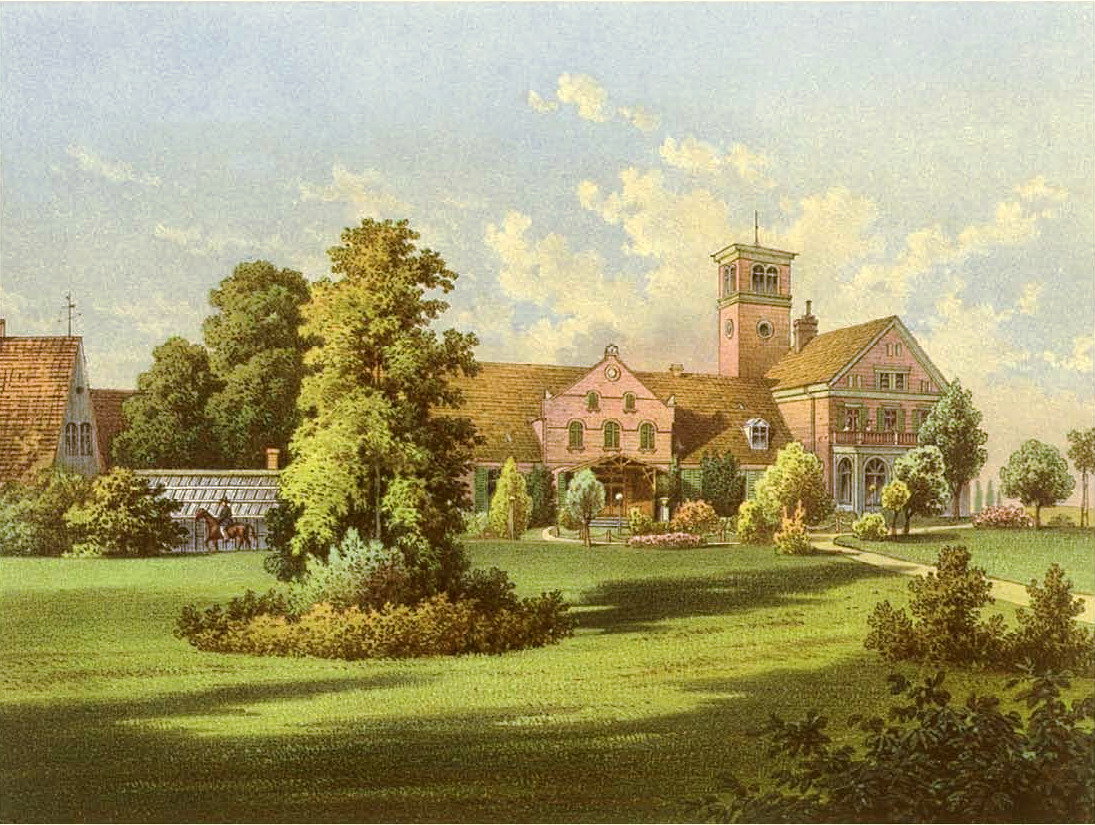
Rittergut Lübtow um 1860, Sammlung Duncker
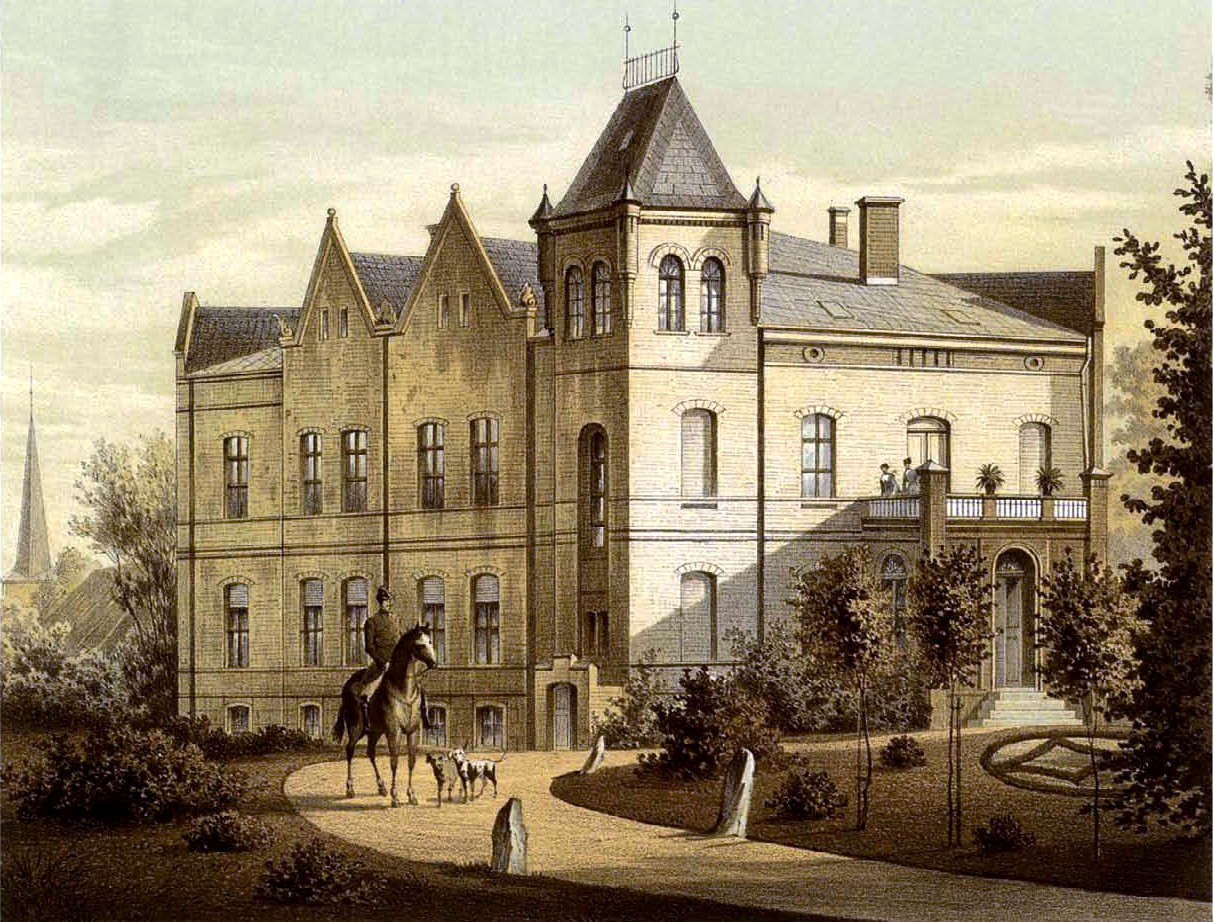
Rittergut Suckow an der Plöne um 1860, Sammlung Duncker

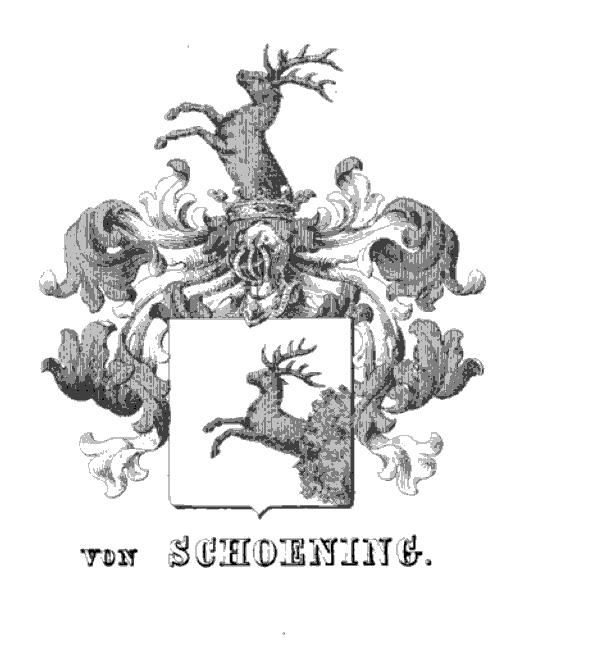
Wappen derer von Schöning

## Wappen
Das Wappen zeigt in Silber einen aus grünem Busch hervorspringenden roten Hirsch. Auf dem Helm mit rot-silbernen Decken ein wachsender roter Hirsch.

## Namensträger

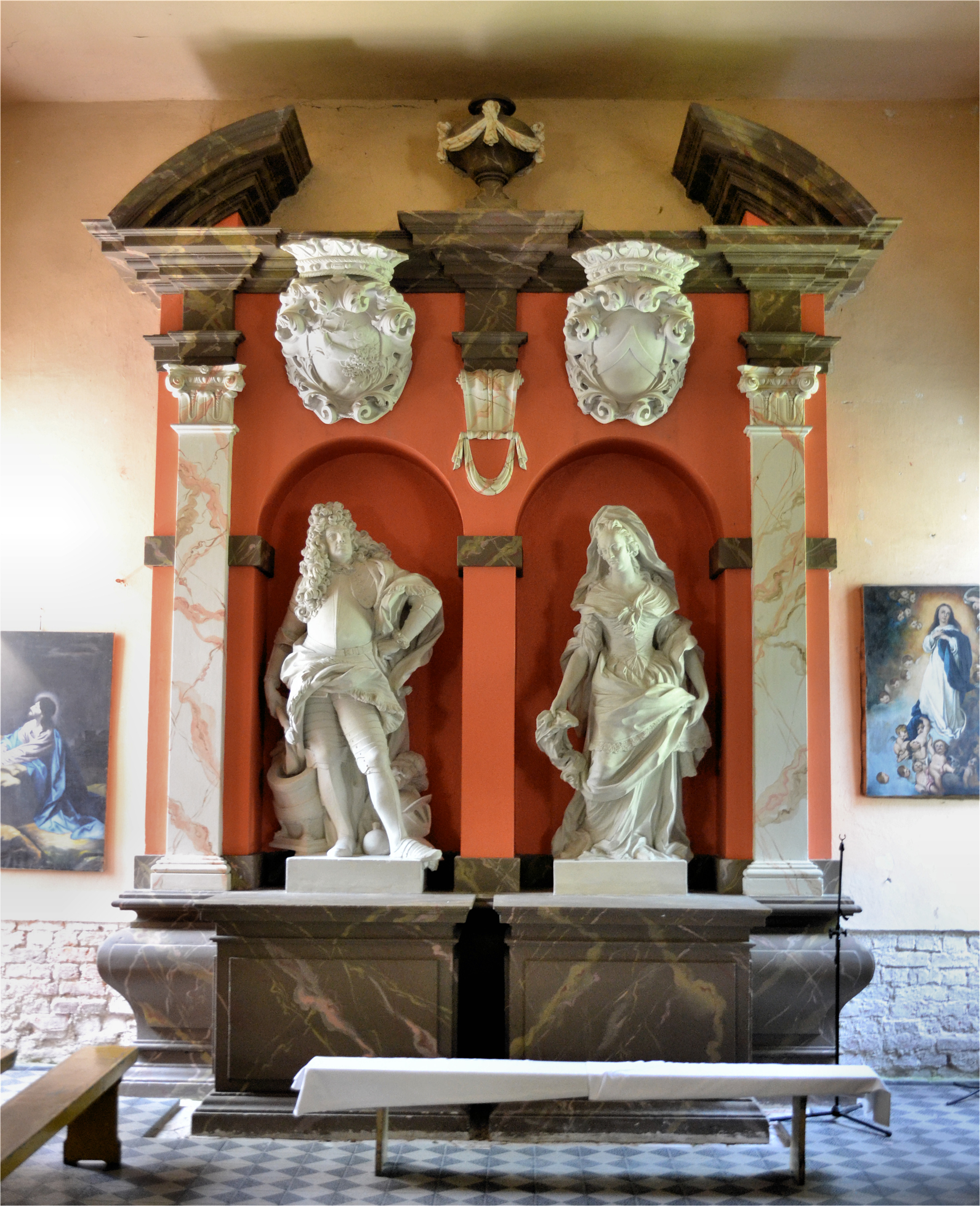
Doppelepitaph für Hans Adam von Schöning und Gemahlin in der Kirche zu Tamsel

- Hans Adam von Schöning (1641–1696), kurbrandenburgischer und kursächsischer Feldmarschall
- Hans Ehrenreich von Schöning (1648–1710), preußischer Generalmajor und Chef des Kürassierregiments Nr. 9.
- Lüdecke Ernst von Schöning (1649–1693), kurbrandenburgischer und kursächsischer General, Gouverneur von Magdeburg
- Friedrich Wilhelm von Schöning (1660–1730), preußischer Landrat des Kreises Landsberg
- Emanuel von Schöning (1690–1757), preußischer Generalmajor und Chef des Infanterieregiments Nr. 46
- George Wilhelm von Schöning (1700–1745), preußischer Landrat des Kreises Landsberg
- Louise Eleonore von Schöning (1708–1784), preußische Adelige
- Wilhelm Richard von Schöning (1709–1781), preußischer Landrat des Kreises Soldin
- Hans Friedrich von Schöning (1717–1787), preußischer Kammerpräsident in Stettin
- Christoph Friedrich von Schöning (1737–1797), preußischer Generalmajor
- Ernst von Schöning (1743–1823), preußischer Generalleutnant und Chef des Infanterieregiments Nr. 11
- Gotthard von Schöning (1744–1798), preußischer Offizier, agierte für König Friedrich den Großen in geheimer Mission in Portugal, Spanien und Holland
- August Ernst von Schöning (1745–1807), preußischer Landrat des Kreises Pyritz
- Carl Heinrich von Schöning (1750–1824), preußischer Landrat des Kreises Lebus
- Stephan Christian von Schöning (1751–1802), preußischer Landrat des Kreises Landsberg
- August Peter von Schöning (1780–1858), preußischer Landrat des Kreises Pyritz
- Hans Wilhelm von Schöning (1786–1842), preußischer Landrat des Kreises Züllichau-Schwiebus
- Kurd von Schöning (1789–1859), preußischer Generalmajor und Militärhistoriker, Hofmarschall des Prinzen Carl
- Wilhelm von Schöning (1824–1902), preußischer Landrat des Kreises Pyritz und Reichstagsabgeordneter
- Hermann von Schöning (1825–1898), Mitglied des Preußischen Abgeordnetenhauses und Reichstagsabgeordneter

### Briefadel
- Ludwig von Schöning-Megow (1822–1882), Offizier, Rittergutsbesitzer und Parlamentarier; adoptiert durch Landrat a. D. August Peter Friedrich von Schöning-Ueckerhoff (1780–1858)[8]

### Familien-Chronik
- Johann Georg Ludwig Zitelmann: Historisch genealogische Nachricht von dem Geschlecht der von Schoening in Pommern und der Mark. Undatiert. Digitalisat
- Hans von Schöning, Kurd von Schöning: Geschichtliche Nachrichten von dem Geschlechte von Schöning und dessen Gütern, Selbstverlag, Berlin 1830. Digitalisat, Titel Digitalisat Digitalisat.
- Kurd von Schöning: Geschichtliche Nachrichten von dem Geschlechte von Schöning und dessen Gütern, Zweiter Teil, Selbstverlag, Berlin 1848. Digitalisat
- Hermann von Schöning: Nachträge zu der von Kurd Wolfgang von Schöning (…) 1839 herausgegebenen Geschichte der Familie von Schöning. A. Leidholdt, Merseburg 1891. Digitalisat

### Weitere Literatur
- Leopold von Zedlitz-Neukirch: Neues Preussisches Adels-Lexicon, Vierter Band (P–Z), Gebrüder Reichenbach, Leipzig 1837, S. 190–192. Digitalisat
- Marcelli Janecki (Red. zug.): Jahrbuch des Deutschen Adels, Band 2, Hrsg. Deutsche Adelsgenossenschaft, Vaterländische Verlagsanstalt, Verlag von W. T. Bruer, Berlin 1898, S. 963. Digitalisat
- Gothaisches Genealogisches Taschenbuch der Adeligen Häuser. Der in Deutschland eingeborene Adel (Uradel) 1900, 1. Jahrgang, Justus Perthes, Gotha 1900. Digitalisat
- Gothaisches Genealogisches Taschenbuch der Adeligen Häuser. A (Uradel) 1941, 40. Jahrgang, Justus Perthes, Gotha 1940. Zugleich Adelsmatrikel der Deutschen Adelsgenossenschaft.
- Hans Friedrich von Ehrenkrook, Friedrich Wilhelm Euler: Genealogisches Handbuch der Adeligen Häuser, A (Uradel) 1966, Band VI, Band 29 der Gesamtreihe GHdA, Hrsg. Deutsches Adelsarchiv, C. A. Starke Verlag, Limburg (Lahn) 1962. ISSN 0435-2408
- Walter von Hueck: Genealogisches Handbuch des Adels, Adelslexikon, Band VII, Band 97 der Gesamtreihe GHdA, Hrsg. Deutsches Adelsarchiv, C. A. Starke Verlag, Limburg (Lahn) 1989. ISSN 0435-2408.
- Gottfried Graf Finck von Finckenstein, Christoph Franke: Genealogisches Handbuch der Adeligen Häuser, A (Uradel), Band XXIX, Band 142 der Gesamtreihe GHdA, Hrsg. Deutsches Adelsarchiv, C. A. Starke Verlag, Limburg (Lahn) 2007. ISSN 0435-2408

## Sekundärliteratur
- Steffen Arndt: Der königlich preußische Landrat im 18. und im 19. Jahrhundert am Beispiel des Kreises Pyritz in Pommern. In: Baltische Studien. Band 91 N.F., Hrsg. Dirk Alvermann, Verlag Ludwig, Kiel 2005, S. 97–120. ISSN 0067-3099